# Hod po rubu (2005.)
Hod po rubu (eng. Walk the Line) je američki biografski film o legendarnom američkom country pjevaču Johnnyju Cashu. Scenarij, koji su napisali Mangold i Gill Dennis , temelji se na dvjema autobiografijama čiji je autor kantautor Johnny Cash , Čovjek u crnom iz 1975.: Njegova priča svojim riječima i Cash: Autobiografija iz 1997. godine. Film prati Cashov rani život, njegovu romansu s June Carter i njegov uspon na sceni country glazbe. Film je već osvojio tri Zlatna globusa (The Golden Globe Award) i to u kategorijama za najbolji film (mjuzikl/komedija), najbolju glumicu u mjuziklu/komediji (Reese Witherspoon) i najboljeg glumca u mjuziklu/komediji (Joaquin Phoenix).
Glavni glumac Joaquin Phoenix (koji glumi Johnnyja Casha) i glavna glumica Reese Witherspoon (koja glumi njegovu suprugu) morali su u filmu koji obiluje glazbom, sve pjesme otpjevati sami.
Film  je premijerno prikazan na Telluride Film Festivalu 4. rujna 2005., a 20th Century Fox ga je u kinima prikazao 18. studenog. Film je dobio pozitivne kritike i zaradio 187 milijuna dolara uz budžet od 28 milijuna dolara
I na hrvatskom tržištu izdan je soundtrack iz filma na kojem se nalaze Cashove najpopularnije pjesme poput Ring of Fire, I Walk The Line i Folsom Prison Blues.
Film je nominiran i za nagradu Oscar (Academy Awards) i to u pet kategorija: za najbolju glavnu glumicu, najboljeg glavnog glumca, najbolji zvuk  najbolju kostimografiju i najbolju montažu filma, a Reese Witherspoon osvojila je za najbolju glavnu glumicu.

## Radnja
Godine 1968., dok zatvorenici u državnom zatvoru Folsom navijaju za Johnnyja Casha, on čeka iza pozornice blizu stolne pile, podsjećajući ga na djetinjstvo.
Godine 1944., 12-godišnji Johnny odrastao je na farmi pamuka u Dyessu u Arkansasu sa svojim bratom Jackom, nasilnim ocem Rayem i majkom Carrie. Jednog dana, Jack pogine u nesreći u pilani dok je Johnny bio na pecanju; Ray okrivljuje Johnnyja za Jackovu smrt, rekavši da je vrag "uzeo pogrešnog sina".
Godine 1950. Johnny se prijavljuje u američko ratno zrakoplovstvo i stacioniran je u Zapadnoj Njemačkoj. Narednih nekoliko godina, kupuje gitaru te pronalazi utjehu u pisanju pjesama, od kojih jednu naziva  "Folsom Prison Blues".
Nakon otpusta 1954. g., Cash se vraća u Sjedinjene Države i ženi se svojom djevojkom, Vivian Liberto. Par se seli u Memphis, Tennessee, gdje Cash radi kao prodavač od vrata do vrata kako bi uzdržavao svoju rastuću obitelj. Prolazi pored studija za snimanje, što ga inspirira da organizira bend koji će svirati gospel glazbu. Cashov bend nastupa na audiciji za Sama Phillipsa, vlasnika Sun Recordsa. Phillips im postaje menadžer nakon što mu odsviraju "Folsom Prison Blues", a bend počinje turneju kao Johnny Cash i Tennessee Two, uz zvijezde u usponu Elvisa Presleyja, Carla Perkinsa i Jerryja Leeja Lewisa.
Na turneji Johnny upoznaje June Carter u koju se zaljubljuje. Oni postaju prijatelji, ali June nježno odbija njegove pokušaje udvaravanja. Kako Johnnyjeva slava raste, postaje ovisnik o drogama i alkoholu.
Uz Vivianine prigovore, Johnny nagovara June da ide s njim na turneju. Turneja je uspješna, ali iza pozornice Vivian postaje kritična zbog Juneinog utjecaja. Nakon jednog nastupa u Las Vegasu, Johnny i June spavaju zajedno. Sljedećeg jutra primijeti kako Johnny uzima tablete i posumnja u izbor svog ljubavnog partnera. Na koncertu te večeri, Johnny, uzrujan zbog Juneinog očitog odbijanja, opije se i predozira tabletama i usred pjesme se onesvijesti na pozornici. June baca Johnnyjevu drogu u WC-školjku u hotelskoj sobi i počinje pisati "Ring of Fire", opisujući svoje osjećaje prema njemu i bol gledajući ga kako pada u ovisnost.
Vrativši se u Kaliforniju, Johnnyja presretnu zbog nabave droge u Meksiku i prenoći u pritvoru. Johnny se u međuvremenu razvodi s Vivian te se seli u Nashville 1966. g. Pokušavajući se pomiriti s June, Johnny kupuje veliku kuću blizu jezera u Hendersonvilleu. Njegovi roditelji i šira obitelj Carter stižu za Dan zahvalnosti, u to vrijeme Johnnyjev otac Ray i alkoholizirani Johnny se žučno posvađaju. Nakon obroka, Juneina majka ohrabruje svoju kćer da pomogne Cashu. Ide na detoksikaciju i budi se s June; kaže da su dobili drugu priliku. Započinju probnu vezu, ali June odbija njegove ponude za brak.
Johnny otkriva da većina njegovih obožavatelja dolazi od zatvorenika. Skeptičnim čelnicima Columbia Recordsa predlaže da će snimiti album uživo u zatvoru Folsom. Nastup je uspješan, a Johnny kreće na turneju s June i svojim bendom. Kasnije na pozornici izvodi "Ring of Fire". Nakon pjesme, Cash poziva June u duet i staje u sredini, govoreći da više ne može pjevati "Jackson" osim ako se June ne pristane udati za njega. June pristaje i dijele strastveni zagrljaj na pozornici. Johnny i njegov otac se na kraju filma pomire.

## Vanjske poveznice
- Službene stranice
- Hod po rubu u internetskoj bazi filmova IMDb-a
- Hod po rubu na Rotten Tomatoes (engl.)